# Gyroporus castaneus
Gyroporus castaneus (Bull.) Quél., Enchiridion Fungorum, in Europa Media Præsertim in Gallia Vigentium (Paris): 161 (1886)

## Descrizione della specie
Cappello 
3–12 cm di diametro, convesso o piano depresso, carnoso, sodo
cuticolacolor cannella o ruggine, più scura con l'età, appena tomentosa o liscia, spesso più chiara al margine.
 Tubuli 
Lunghi fino a 15 mm, bianchi, poi color paglia, corti e liberi, immutabili al taglio.
 Pori 
Piccoli, rotondi, dello stesso colore dei tubuli, non cambiano di colore al tocco.
 Gambo 
Largo fino a 2 cm, cilindrico, pieno e poi cavo, concolore al cappello, liscio e talora leggermente vellutato.
 Carne 
Dura, bianca, soda, immutabile.
- Odore: mite, gradevole.
- Sapore: di nocciole.

 Spore 
8,5-11 x 4,7-6,5 µm, ellissoidali, giallo limone in massa.

## Habitat
Fruttifica in estate-autunno, nei boschi di latifoglie e conifere prediligendo terreni acidi.

## Commestibilità
"Sospetta" casi di problemi gastrointestinali

## Etimologia
Dal greco (bizantino) Kastanos, castagna, per il colore della cuticola.

## Sinonimi e binomi obsoleti
- Boletus castaneus Bull., Herbier de la France 7: tab. 328 (1788) [1787-88]
- Boletus fulvidus Fr., Observationes mycologicae (Kjøbenhavn) 2: 247 (1818)
- Leucobolites castaneus (Bull.) Beck, Z. Pilzk. 2: 142 (1923)
- Leucobolites fulvidus (Fr.) Beck, Z. Pilzk. 2: 142 (1923)